# Abolice
Abolice (lat. abolitio od abolere = zrušit, odstranit) je pojem trestního práva, označující prerogativu hlavy státu, na základě jejíhož využití vznikne nepřípustnost trestního stíhání. Může být jak ve formě individuální milosti, tak kolektivní amnestie. Spočívá v tom, že oprávněná osoba, např. hlava státu, nařídí, aby se trestní stíhání pro určitý trestný čin nezahajovalo, a pokud již zahájeno bylo, ale nebylo doposud pravomocně skončeno, aby bylo zastaveno.
Abolici znalo už římské právo a později bývala výsadou panovníků. Československé právo ji převzalo z rakouského, české právo ji také připouští. Přičemž do roku 2012 jí, pokud jde o její formu milosti, neomezeně disponoval prezident republiky, poté v obou svých formách vyžaduje kontrasignaci předsedy vlády, resp. jím pověřeného člena vlády, a následně za ni odpovídá vláda.

## Spornost abolice
Proti využití abolice lze jednak namítat to, že je jakousi výjimkou z rovnosti před právem nebo že umožňuje různá zneužití, ale také to, že bere obviněnému možnost, aby se před soudem ze svého obvinění očistil. 
V českém trestním právu však abolice možnost očištění před soudem nebere, prohlásí-li totiž obviněný do tří dnů od doby, kdy mu bylo usnesení o zastavení trestního stíhání z tohoto důvodu oznámeno, že na projednání věci trvá, v trestním stíhání se pokračuje. V případě uznání viny se však trest neuloží.

## Příklady abolice
Abolice v souvislosti s účasti Čechů v Ukrajinské armádě během Ruské invaze na Ukrajinu (2022).